# Dario Cantarelli
Dario Cantarelli (Isola Dovarese, 16 settembre 1945) è un attore teatrale e attore cinematografico italiano.

## Biografia
Inizia a lavorare nel teatro nel 1973 con la compagnia Granteatro di Carlo Cecchi, per poi passare nella compagnia Gruppo della Rocca ed infine tornare al Granteatro. Con la compagnia di Carlo Cecchi recita nel Don Giovanni e ne Il borghese gentiluomo di Molière, ne L'uomo, la bestia e la virtù di Luigi Pirandello, ne Il compleanno di Harold Pinter, con la compagnia di Glauco Mauri prende parte a Il signor Puntila e il suo servo Matti di Bertolt Brecht.
Lavora anche con la compagnia Ater ne Il vampiro di San Pietroburgo di Alexandr Vasiljevič Suchovo-Kobylin e ne La burla riuscita di Italo Svevo. Successivamente, con la compagnia di Valeria Moriconi, prende parte alla Filumena Marturano di Eduardo De Filippo, ad Il cavaliere della rosa di Hugo von Hofmannsthal, ad Antonio e Cleopatra di William Shakespeare, a Madame Sans-Gêne di Victorien Sardou ed Émile Moreau, ad Alla meta di Thomas Bernhard, ad Interrogatorio della contessa Maria di Aldo Palazzeschi.
Affianca la sua carriera di attore teatrale, con quella cinematografica, lavorando con registi come Marco Bellocchio, Nanni Moretti, Daniele Luchetti, Paolo e Vittorio Taviani, Pupi Avati e Paolo Sorrentino. Ha lavorato anche per la televisione prendendo parte alla serie Un commissario a Roma con Nino Manfredi.

## Filmografia[2]

### Cinema
- Marcia trionfale, regia di Marco Bellocchio (1976)
- Sogni d'oro, regia di Nanni Moretti (1981)
- La notte di San Lorenzo, regia di Paolo e Vittorio Taviani (1982)
- Sotto... sotto... strapazzato da anomala passione, regia di Lina Wertmüller (1984)
- Bianca, regia di Nanni Moretti (1984)
- La messa è finita, regia di Nanni Moretti (1985)
- Domani accadrà, regia di Daniele Luchetti (1988)
- Il portaborse, regia di Daniele Luchetti (1991)
- L'assassino è quello con le scarpe gialle, regia di Filippo Ottoni (1995)
- Il testimone dello sposo, regia di Pupi Avati (1997)
- Tu ridi, regia di Paolo e Vittorio Taviani (1998)
- La stanza del figlio, regia di Nanni Moretti (2001)
- Il caimano, regia di Nanni Moretti (2006)
- La giusta distanza, regia di Carlo Mazzacurati (2007)
- Habemus Papam, regia di Nanni Moretti (2011)
- La grande bellezza, regia di Paolo Sorrentino (2013)
- Metti una notte, regia di Cosimo Messeri (2017)
- Il ragazzo invisibile - Seconda generazione, regia di Gabriele Salvatores (2018)
- Loro, regia di Paolo Sorrentino (2018)
- Marcel!, regia di Jasmine Trinca (2022)
- Il sol dell'avvenire, regia di Nanni Moretti (2023)

### Televisione
- Un commissario a Roma – serie TV (1993)
- Linda e il brigadiere – serie TV, un episodio (2000)
- Io sono Gaetano, regia di Rolando Colla – film TV (2016)
- 1993, di Giuseppe Gagliardi – Serie TV, episodio 2x01 (2017)